# Bristol Bloodhound
Bristol Bloodhound var en brittisk luftvärnsrobot som utvecklades under 1950-talet för att försvara de brittiska flygbaserna, framför allt V-bombarnas baser. Bloodhound har stora likheter med det delvis konkurrerande robotsystemet Thunderbird, men har längre räckvidd och är inte lika mobilt.

## Utveckling
Efter att Sovjetunionen 1949 provsprängde atombomben RDS-1 stod det klart att Storbritannien behövde en ny generation luftförsvar kapabelt att försvara såväl de brittiska öarna som den brittiska armén i fält mot bombflygplan med atomvapen. För att åstadkomma det presenterade försörjningsministeriet (Ministry of Supply) en etapplan där radarsystem, luftvärnsrobotar och jaktflygplan ingick. Både Bloodhound och Thunderbird kvalificerade sig för etapp 1 vilket ledde till uppdelningen att Bloodhound, som hade längre räckvidd, användes för försvar av flygbaser medan Thunderbird, som var mer mobilt, användes för att försvara trupperna i fält. För att minska kostnaderna använde båda systemen samma radar från Ferranti.
Till en början hade man svårt att få ramjet-motorn tillförlitlig, men i samarbete med Boeing som utvecklat en ramjet-motor för Bomarc-roboten lyckades man utveckla motorn Bristol Thor med en dragkraft på 23 kN. De första provflygningarna med modellrobotar genomfördes i Wales 1952 och de första fullskaleproven i Woomera i Australien året därpå. Redan innan skjutprov mot målrobotar påbörjades 1956 gick Australien in i projektet med avsikt att själva skaffa sig Bloodhound-robotar. Roboten blev klar för produktion och började tas i tjänst 1958 i Storbritannien och 1961 i Australien.
Kraven för etapp 2 visade sig vara för högt ställda för dåtidens teknologi och de projekten lades ner, men på Bristol tog man tillvara erfarenheterna från dessa projekt för att förbättra Bloodhound. En ny och kraftigare variant av Thor-motorn i kombination med en längre flygkropp med mer bränsle ökade räckvidden till mer än det dubbla. Dessutom fick roboten större sprängladdning och en mer avancerad målsökare. Den förbättrade varianten fick namnet Bloodhound Mk.2 och togs i tjänst 1964.

## Konstruktion
Roboten består av en långsmal cylindrisk flygkropp uppbyggd av aluminiumplåt på magnesiumspant. Den har två rörliga fenor mitt på kroppen och två fasta fenor bakom dessa. Fenorna är gjorda av trä överdragna med aluminiumplåt. Konfigurationen påminner mer om ett flygplan utan stjärtfena än om en robot. Eftersom bara två fenor används för styrning så kan roboten bara svänga längs en axel förutom längdaxeln. Men eftersom fenorna styrs individuellt så kan roboten fås att rotera längs längdaxeln och därigenom bestämma åt vilket håll den ska svänga. Roboten drivs av två stycken Bristol Thor ramjet-motorer monterade under magen respektive på ryggen. Innanför de främre vingarna sitter luftintag för rammluftturbiner som driver bränslepumparna. Ramjet-motorerna drivs av fotogen från två stycken gummiblåsor innanför vingarna. För att accelerera roboten till överljudsfart används fyra stycken Bristol Gosling fastbränsleraketer monterade runt flygkroppen. Dessa separeras från roboten när de brunnit ut efter cirka tre sekunder.

### Radar
Ursprungligen användes en Ferranti eldledningsradar (i Storbritannien kallad ”Typ 83”, i Sverige ”PE-09/R”). Det var en pulsradar och den var känslig för störning, både från störsändning och markekon. Den ersattes därför i samband med uppgraderingen till Mk.2 av Ferranti Firelight (kallad ”Typ 86” respektive ”PE-44/R”). Firelight var en dopplerradar och var därigenom betydligt mindre känslig för störningar.

## Användare

### Australien
Australiens flygvapen använde Bloodhound från 1961 till 1968 för luftförsvar av Sydney-regionen. Robotarna opereras av No. 30 Squadron i Newcastle, New South Wales. Under Indonesien–Malaysia-konflikten 1965 baserades ett batteri i Darwin till skydd mot Indonesiska bombflygplan.

### Singapore
Innan Singapores självständighet 9 augusti 1965 var den brittiska No. 65 Squadron baserad i landet. När de brittiska styrkorna drogs hem 1968 köpte Republiken Singapores flygvapen all utrustning tillhörande No. 65 Squadron inklusive Bloodhound-robotarna och bildade 170 Squadron som höll robotarna i tjänst fram till mars 1980.

### Sverige

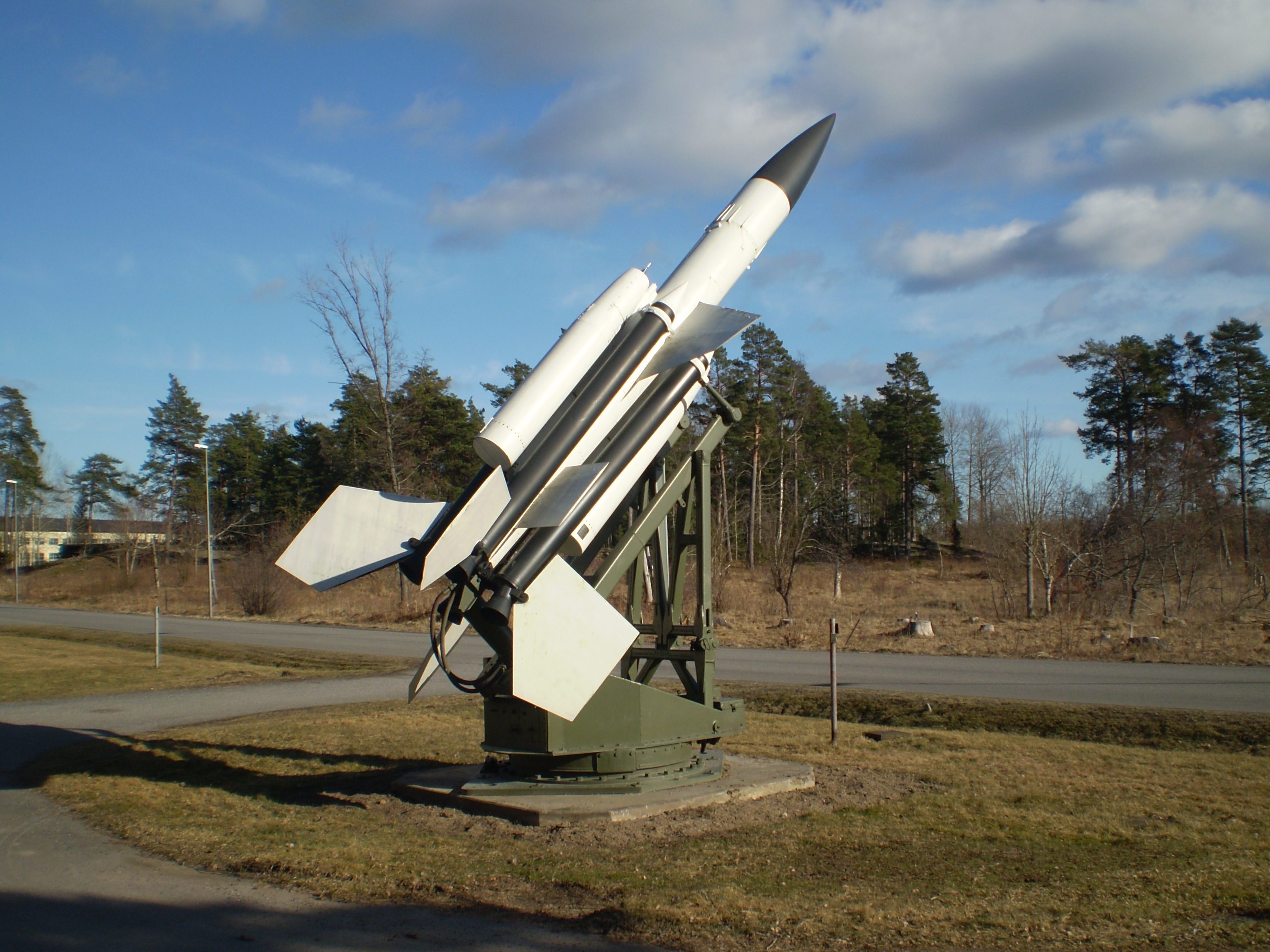
En Robot 65 vid Norrtälje luftvärnsmuseum.

Inför försvarsbeslutet 1958 gav ÖB Nils Swedlund i november 1957 direktiv om att inledda försöksverksamhet
med luftvärnsrobotförband och på hösten 1958 beslutade Armén och Flygvapnet att man skulle köpa ett gemensamt system. Efter en inventering på vilka system som fanns på marknaden valdes Bloodhound Mk.1. Systemet provades vid Roslagens luftvärnsregemente (Lv 3) och Roslagens flygkår (F 2) men togs aldrig i tjänst. År 1961 däremot lades en beställning av totalt 96 stycken Bloodhound Mk.2 (i Sverige kallad Robotsystem 68) med 48 lavetter och 12 eldledningscentraler med radar. Dessutom köptes tio stycken provrobotar. Robotsystemet fördelades på sex robotdivisioner om vardera två robotkompanier. Bloodhound-systemet var en integrerad del av STRIL 60.
- F 8 i Barkarby (två divisioner)
- F 10  i Ängelholm (en division)
- F 12 i Kalmar (en division)
- F 13 i Norrköping (en division)
- F 17 i Kallinge (en division)

Sverige var det enda land som använde Bloodhound mobilt. I fredstid var robotarna stationerade inne på flottiljområdet, men i krigstid grupperades varje robotdivision vid en av sex krigsgrupperingsplatser fördelade på två grupperingsområden. Som en följd av Luftförsvarsutredningen 1967 avvecklades Robotsystem 68 under perioden 1974–1978. 30 av robotarna såldes till Schweiz och 60 stycken återfördes till Storbritannien där de kom att vara i tjänst fram till 1991. Sex belysningsradaranläggningar samt sex robotgruppcentraler byggdes dock om för användning som mobila spaningsradaranläggningar, PS-44. Dess främsta användningsområde var att söka efter fientligt flyg i områden där konventionella spaningsradarstationer inte kunde spana på grund av utsläpp av metallremsor. Eftersom PS-44 endast detekterade rörliga mål, kunde denna radarstation inte störas ut på detta sätt. PS-44 avvecklades 1982 och såldes till Storbritannien.

### Schweiz
Schweiz flygvapen köpte 1961 in 204 stycken Bloodhound-robotar från Storbritannien och tog systemet i tjänst 1964. Ytterligare 30 stycken köptes från Sverige 1979. Systemet fick beteckningen BL-64 och fördelades på sex olika grupperingsplatser med ett eller två batterier om åtta robotar vardera. Systemet togs ur tjänst 1999 och skrotades 2001.
- BL-64ZG i Zug (två batterier)
- BL-64FR i Fribourg (två batterier)
- BL-64AG i Aargau (två batterier)
- BL-64LU i Luzern (ett utbildningsbatteri)
- BL-64SO i Solothurn (ett batteri)
- BL-64ZH i Zürich (ett batteri)

### Storbritannien

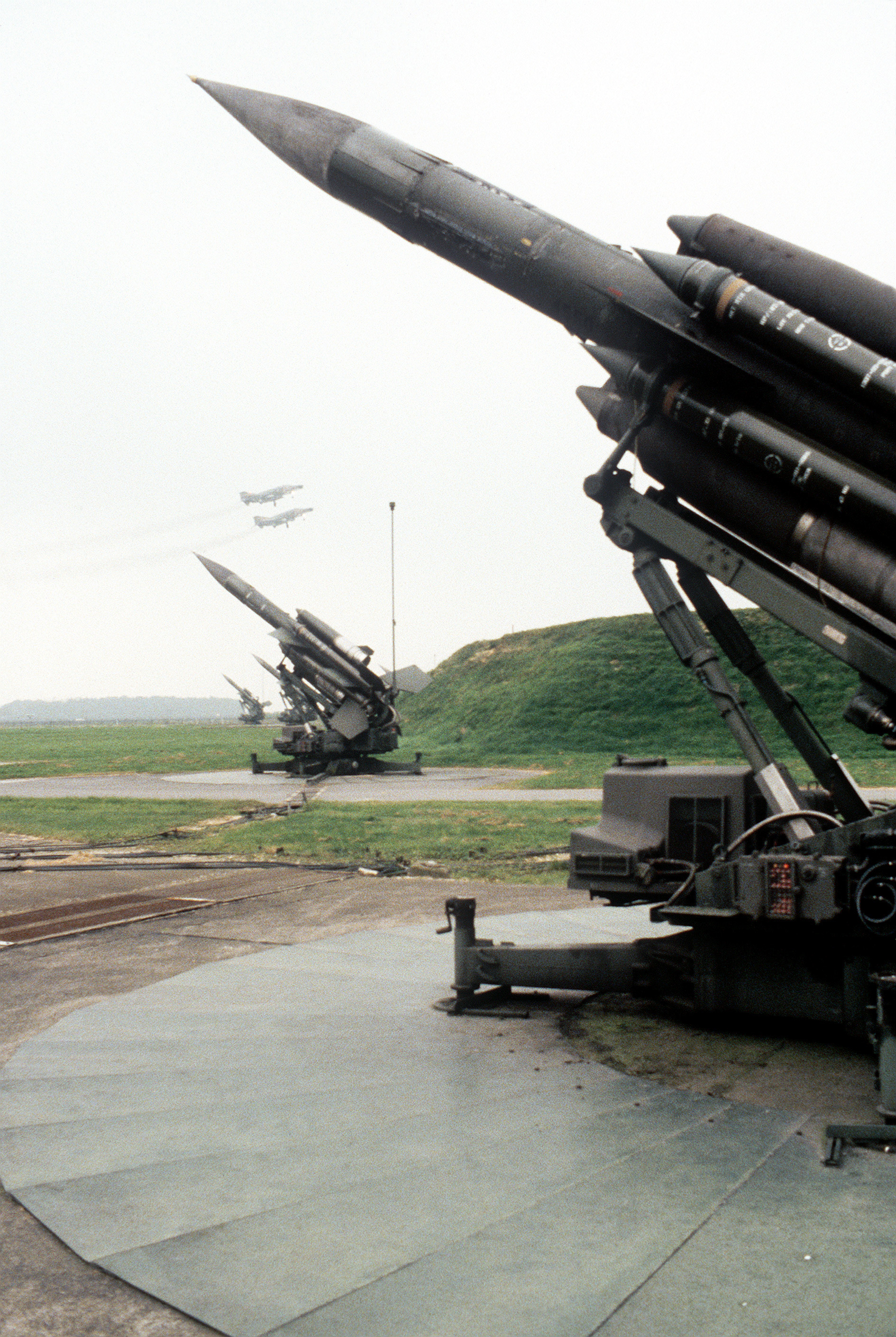
Ett brittiskt Bloodhound-batteri fotograferat under övningen REFORGER 82, oktober 1982.

Royal Air Force använde Bloodhound-systemet till en början för att försvara flygbaserna i Storbritannien, men i takt med att Mk.2 ersatte Mk.1 gjorde den längre räckvidden att man gick över från punktförsvar till barriärförsvar. I stället för att grupperas i närheten av flygbaser grupperades robotarna längs försvarslinjer (Thames–Humber-line) så att deras överlappande verkansområde bildade en barriär. Utomlands hade man ingen möjlighet att bygga upp sådana försvarslinjer utan där grupperades robotarna även fortsättningsvis vid flygbaser som Brüggen i Tyskland, Butterworth i Malaysia och Seletar i Singapore.
- No. 25 Squadron i RAF Brüggen, Tyskland
- No. 33 Squadron i RMAF Butterworth, Malaysia
- No. 41 Squadron i RAF West Raynham, England
- No. 62 Squadron i RAF Woolfox Lodge, England
- No. 65 Squadron i RAF Seletar, Singapore
- No. 85 Squadron i RAF Church Fenton, England
- No. 94 Squadron i RAF Finningley, England
- No. 112 Squadron i RAF Breighton, England
- No. 141 Squadron i RAF Dunholme Lodge, England
- No. 222 Squadron i RAF Coningsby, England
- No. 242 Squadron i RAF Marham, England
- No. 247 Squadron
- No. 257 Squadron i RAF Warboys, England
- No. 263 Squadron i RAF Watton, England
- No. 264 Squadron i Cleethorpes, England
- No. 266 Squadron i RAF Rattlesden, England

## Lista över bevarade Bloodhound-robotar
Australien
- Fighter World Museum, Newcastle, New South Wales
- Classic Jets Fighter Museum, Parafield, South Australia
- Darwin International Airport, Darwin, Northern Territory
- RAAF Museum, Point Cook, Victoria
- Queensland Air Museum, Caloundra, Queensland

 Schweiz
- Flieger Flab Museum, Dübendorf, Zürich
- Militärhistorische Stiftung des Kantons Zug, Menzingen, Zug

 Singapore
- Republic of Singapore Air Force Museum, Paya Lebar, Singapore

 Storbritannien
- Bristol Industrial Museum, Bristol (endast ramjet-motorn)
- Imperial War Museum, Duxford, South Cambridgeshire
- Muckleburgh Collection, Weybourne, Norfolk
- North East Aircraft Museum, Sunderland, Tyne and Wear
- RAF Abingdon, Abingdon, Oxfordshire
- RAF Air Defence Radar Museum, Norwich, Norfolk
- Royal Air Force Museum, Cosford, Shropshire
- Royal Air Force Museum, London

 Sverige
- Arboga robotmuseum, Arboga, Västmanland
- Norrtälje luftvärnsmuseum, Norrtälje, Uppland
- Robotförsöksplats Norrland, Vidsel, Norrbotten
- Ängelholms flygmuseum, Ängelholm, Skåne
- Smålands Militärhistoriska Centrum, Delary, Småland
- Blekinge flygflottilj, Kallinge, Blekinge
- SAAB, Växjö, Småland
- Flygvapenmuseum, Malmslätt, Östergötland
- Aeroseum, Säve, Bohuslän
- Luftstridsskolan, Uppsala, Uppland

 Tyskland
- Royal Air Force Museum, Weeze, Nordrhein-Westfalen